# Maria Ferrand
Maria Ferrand (ur. 27 listopada 1981) – peruwiańska lekkoatletka, specjalizująca się w skoku o tyczce i skoku wzwyż.

## Rekordy życiowe
- skok o tyczce (stadion) – 3,80 (2010) rekord Peru
- skok o tyczce (hala) – 3,86 (2008) rekord Peru
- skok wzwyż – 1,74 (2002) były rekord Peru